# Pál Maléter

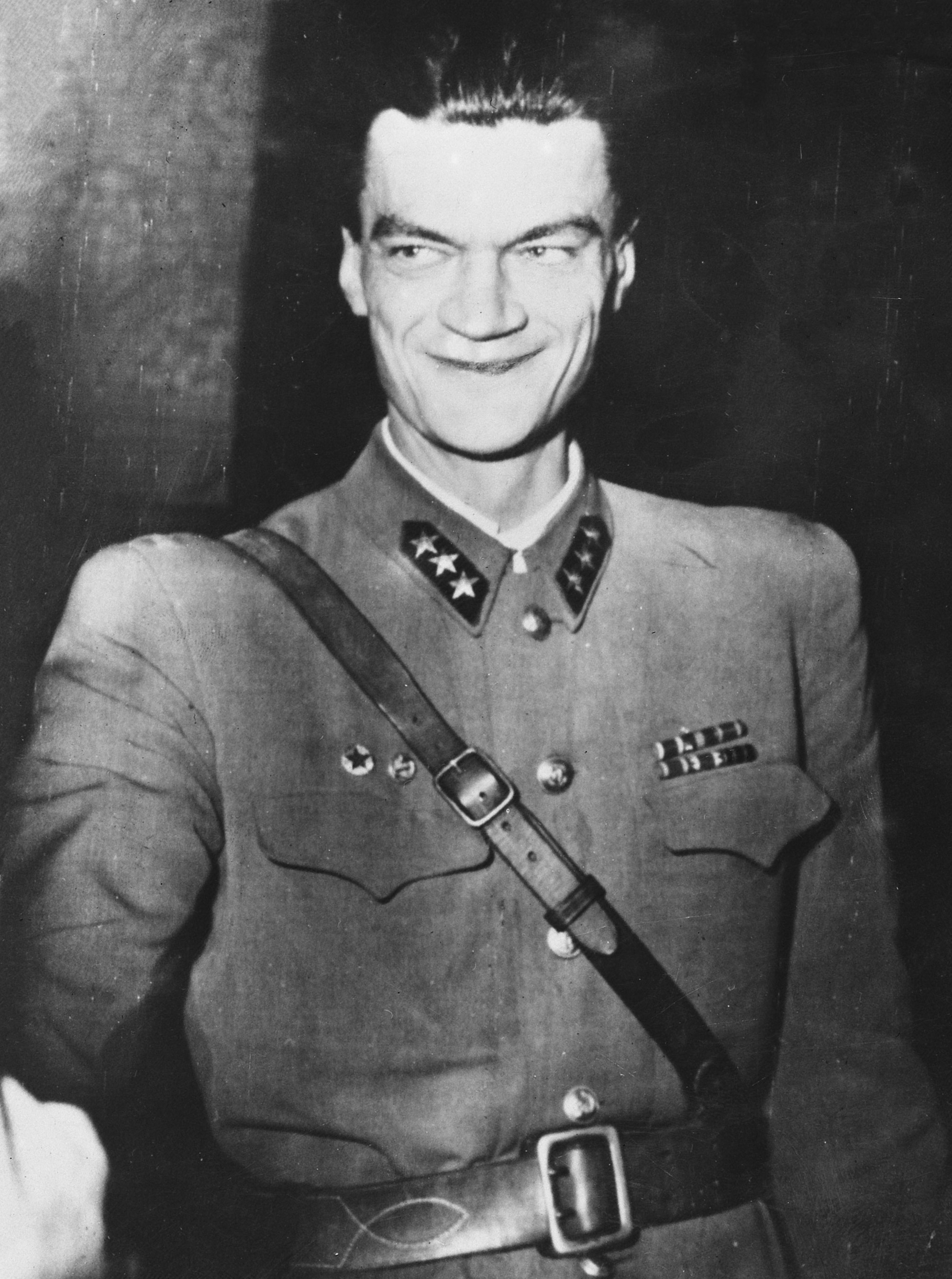
Pál Maléter (1956)

Pál Maléter (* 4. September 1917 in Eperjes, Komitat Sáros, Königreich Ungarn; † 16. Juni 1958 in Budapest) war ein ungarischer Offizier und Verteidigungsminister.

## Leben
Maléters Vater war Professor an der rechtswissenschaftlichen Fakultät von Eperjes, das nach dem Vertrag von Trianon der Slowakei angegliedert wurde. Maléter strebte seit seiner Kindheit eine militärische Karriere an, wollte aber nicht in der tschechoslowakischen Armee dienen. Er begann deshalb 1935 ein Medizinstudium an der Prager Karls-Universität. Als nach dem Wiener Schiedsspruch Eperjes wieder Ungarn angegliedert wurde, brach Maléter sein Medizinstudium ab und schrieb sich an der Budapester Ludovica-Militärakademie ein. Im Dezember 1942 wurde er als erster seiner Klasse von Miklós Horthy zum Leutnant befördert. Im Frühjahr 1944 wurde er an die Front gegen die Sowjetunion beordert. Nach einigen Monaten geriet er bei Kolomyja in sowjetische Kriegsgefangenschaft. Nach dem Besuch einer Antifa-Schule wurde er zum Partisan ausgebildet, sprang mit dem Fallschirm hinter der Front ab und kämpfte im Winter 1944 in Siebenbürgen. Dafür wurde er von sowjetischer Seite ausgezeichnet.
Nach der Befreiung Ungarns blieb Maléter Soldat und beteiligte sich an der Reorganisation der ungarischen Armee. Er wurde zum Hauptmann der Grenztruppen befördert und trat der Ungarischen Kommunistische Partei bei. Wenig später beförderte man ihn zum Kommandanten der Garde des neuen Präsidenten der Republik, die aber 1949 wieder aufgelöst wurde. Maléter wurde ins Verteidigungsministerium versetzt.
Zu Beginn des Ungarischen Volksaufstands 1956 war Maléter Oberst in der ungarischen Armee und Befehlshaber einer Panzerdivision. Zunächst nach Budapest entsandt, um den Aufstand niederzuschlagen, nahm er Kontakt zu den Aufständischen auf und schloss sich ihnen an. Von der neuen Regierung wurde er zunächst zum General befördert und am 29. Oktober 1956 zum Verteidigungsminister ernannt. Er leitete die ungarische Delegation, die am 3. November 1956 mit den sowjetischen Machthabern verhandeln sollte. Während der Verhandlungen wurde Maléter am 4. November festgenommen. Nach der Niederschlagung des Aufstandes wurde er zusammen mit Imre Nagy zum Tode verurteilt und in Budapest hingerichtet.
Am 16. Juni 1989 wurden Pál Maléter, Imre Nagy und drei weitere Justizopfer in Budapest unter Anteilnahme von mehreren hunderttausend Menschen feierlich beigesetzt. Am 6. Oktober 1989 wurde das Unrechtsurteil gegen ihn vom Obersten Gerichtshof offiziell aufgehoben.